# Francisco da Silva Gouveia
Francisco da Silva Gouveia, (Oporto, 12 de agosto de 1872 – Oporto, 28 de diciembre de 1951) fue un escultor portugués.

## Datos biográficos

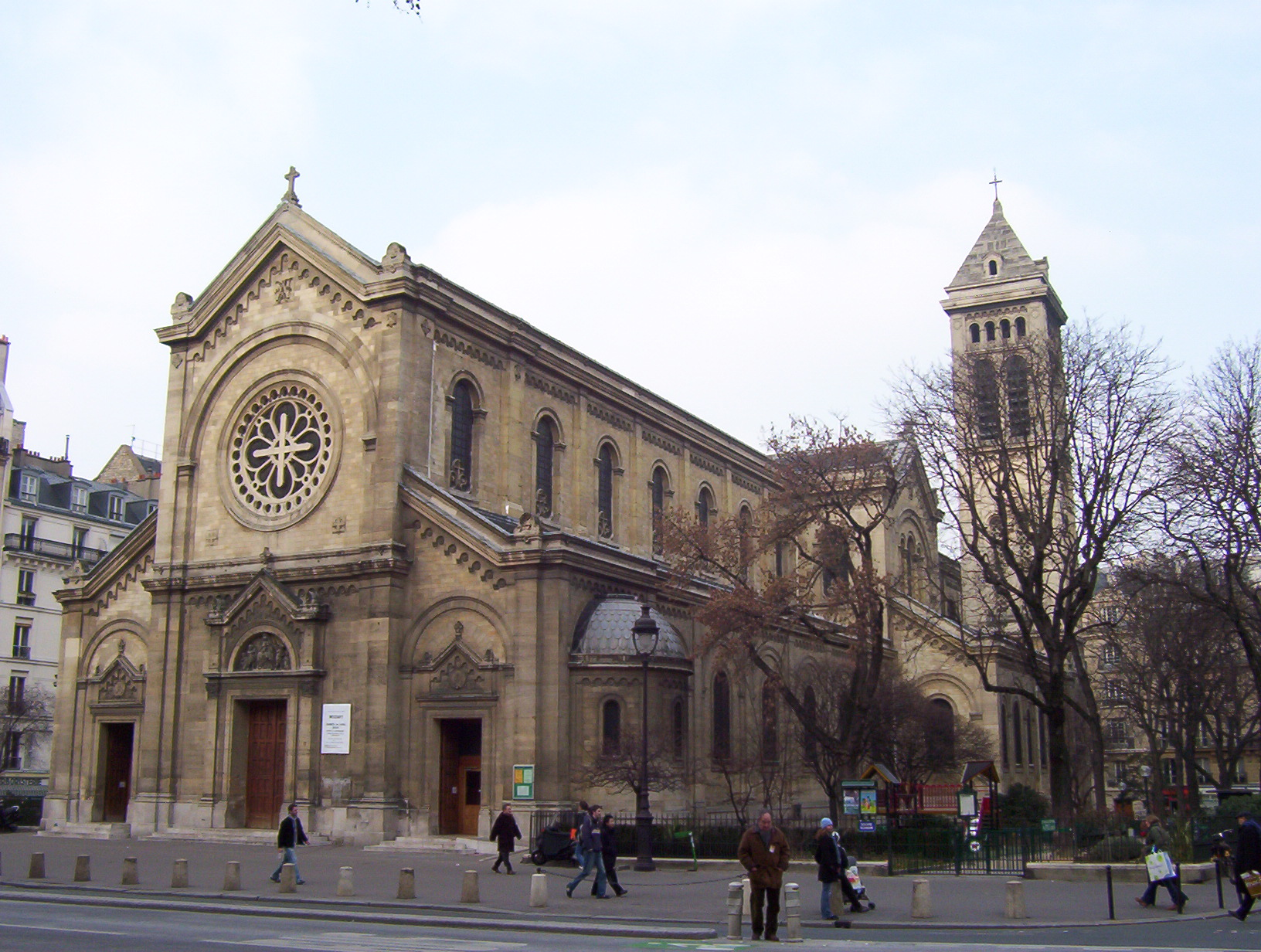
La iglesia de Notre Dame des Champs, de París, donde se casó con Claire Jeancourt

Nació en la Rua de los Ingleses, en Oporto, hijo de un comerciante de abastos de la Rua de São João. Desde la infancia mostró interés por el dibujo. Por influencia de su tío Caetano Pinho da Silva, ya que el padre no quería, ingresó en la Academia Portuense de Belas Artes.
Terminado el curso, parte para París, donde fue discípulo de: Auguste Rodin y Jean Antoine Injalbert, y asistió a los talleres de Alexandre Falguière, Denys Puech y Pierre Louis Rouillard, siendo admitido en la Academia Julien y Calaron.
Autor de varias esculturas, siendo la más conocida la estatuilla de Eça de Queiroz, que se tornó célebre. Silva Gouveia inició, en Portugal, las exposiciones individuales.
Contrajo matrimonio, en París, con Claire Jeancourt, en la iglesia de Notre Dame des Champs, teniendo como madrina a la Señora Duquesa de Palmela.

## Premios
Recibió en 1900, en la Gran Exposición Universal de París, la medalla de plata, y fue agraciado por el Rei D. Carlos con el nombramiento de caballero de la Orden de Santiago de la Espada.
Falleció el 28 de diciembre de 1951, en el Hospital de los Terceiros de Carmo, en Oporto.